# Satrapen von Ägypten
Folgende Personen sind als Satrapen Ägyptens zur Zeit der archämenidischen Herrschaft vom 6. bis 4. Jahrhundert v. Chr. bezeugt:
- Aryandes, Satrap unter Kambyses II. und Dareios I., der nach Herodot von Dareios hingerichtet wurde, weil er Münzen mit seinem Abbild prägen ließ.[1]
- Pherendates I., Satrap unter Dareios I., der durch einige demotischen Briefe aus Elephantine belegt ist (Pherendates-Korrespondenz).
- Achaimenes, Satrap unter Xerxes I., der 463 v. Chr. bei Papremis in einer Schlacht gegen den Rebellenkönig Inaros II. fiel.[2]
- Arsames, Satrap unter Artaxerxes I. und Dareios II., der durch antike Autoren[3] sowie neubabylonische Urkunden aus Nippur[4] und aramäische Urkunden aus Ägypten[5] bezeugt ist.
- 404/402 v. Chr. – 342/341 v. Chr. Unabhängigkeit Ägyptens vom Achaimenidenreich
- Pherendates II., Satrap unter Artaxerxes III.
- Sabakes, Satrap unter Dareios III.
- Mazakes, Satrap unter Dareios III.[6][7]
- Petisis[8]
- Ptolemaios I., war vor seiner Krönung Satrap Ägyptens (323–304 v. Chr.; vgl. auch Satrapenstele[9]).